# Бофор (комуна)
Бофор (люксемб. Beefort, фр. Beaufort, нім. Befort) — комуна Люксембургу. Входить до складу кантону Ехтернах в окрузі Гревенмахер.

## Географія
Площа території комуни становить 13,74 км² (90-е місце за цим показником серед 116 комун Люксембургу).
Висота найвищої точки комуни над рівнем моря складає 414 метрів (47-е місце за цим показником серед комун країни), найнижчої — 173 метрів (17-е місце).

## Демографія
Станом на 2011 рік на території комуни мешкало 2 180 ос.
Динаміка чисельності населення:

## Адміністративний поділ
До складу комуни входять такі поселення:
| Поселення | Населення за даними переписів: | Населення за даними переписів: | Населення за даними переписів: |
| Поселення | на 31.03.1981                  | на 01.03.1991                  | на 15.02.2001                  |
| --------- | ------------------------------ | ------------------------------ | ------------------------------ |
| Бофор     | 774                            | 1 040                          | 1 366                          |
| Діллінген | 142                            | 127                            | 159                            |
| Грундхоф  | н/д                            | 35                             | 26                             |